# Kartini
Raden Ayu Kartini, appelée aussi Raden Ajeng Kartini, née le 21 avril 1879 à  Jepara (centre de Java) et morte le 17 septembre 1904 à Rembang, est une militante féministe et écrivaine javanaise et indonésienne. Elle est considérée, en Indonésie, comme une héroïne nationale et une pionnière des droits des femmes. Elle écrivit notamment les « Lettres d'une Princesse javanaise ». 

## Sa vie
Kartini est née dans une famille priyayi, la classe formée par les familles des fonctionnaires javanais des Indes néerlandaises. Son père, Raden Mas Aria Adipati Sosroningrat, était Regent (préfet) de Jepara et sa mère la première épouse de ce dernier mais non la plus importante - la polygamie étant une pratique courante alors dans la noblesse javanaise. Kartini vécut donc de l'intérieur les conflits et la souffrance dont la polygamie pouvait être la cause.
Le père de Kartini était à l'origine chef du district de Mayong. Sa mère s'appelait M. A. Ngasirah, fille de Madirono, un maître en religion à Teluwakur, un quartier de Jepara, et de Siti Aminah. Les lois coloniales de l'époque imposaient à un regent d'épouser une fille de la noblesse. Parce que la mère de Kartini n'était pas d'assez haute naissance, le père de Kartini avait dès lors épousé en secondes noces Raden Ajeng Woerjan (ou Moerjam), une descendante directe d'un prince de Madura. Après ce second mariage, Sosroningrat fut nommé regent de Jepara, prenant la succession du père de sa seconde épouse, R. A. A. Tjitrowikromo.

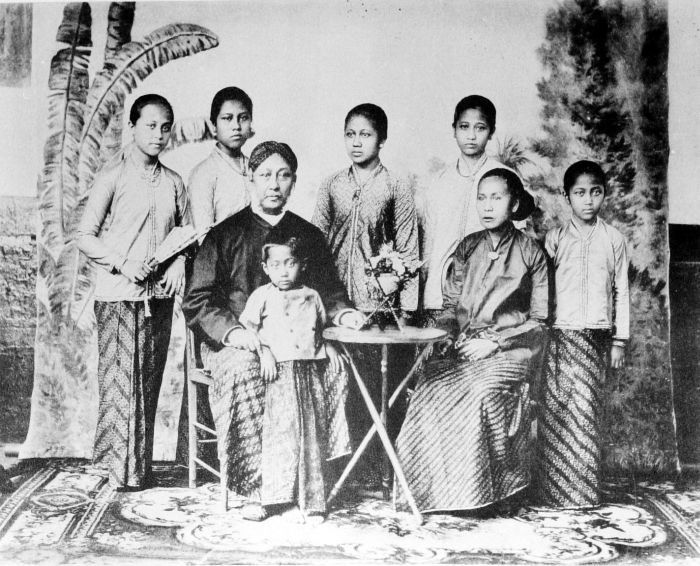
Portrait de studio avec ses parents et ses frères et sœurs.

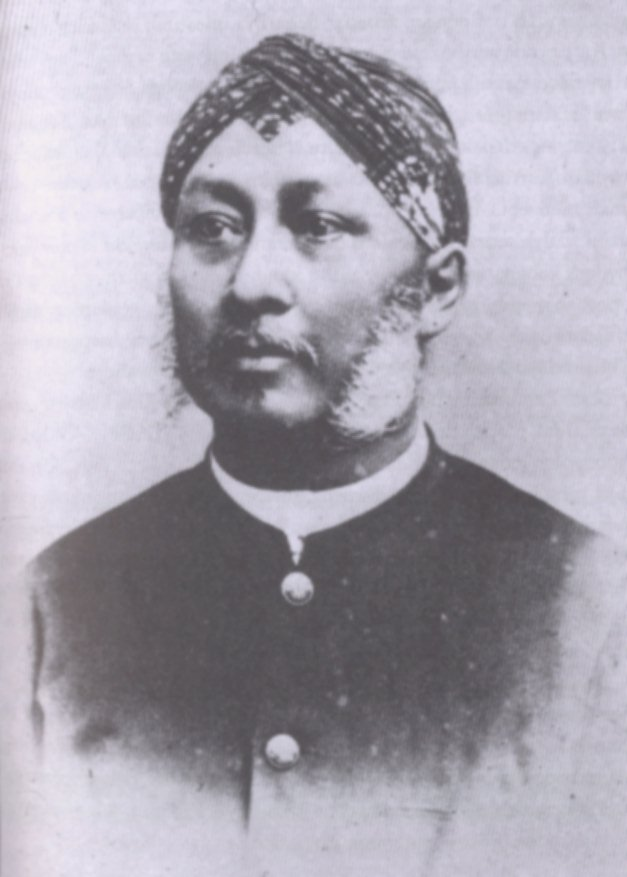
S.E. Raden Mas Aria Adipati Sosroningrat, le père de Kartini.

Kartini était le cinquième enfant - et la seconde fille - d'une fratrie qui en comptait onze, dont des demi-frères et sœurs. Elle est née dans une famille ayant une forte tradition intellectuelle : son grand-père Pangeran Ario Tjondronegoro IV devint regent à l'âge de 25 ans tandis que son frère Sosrokartono devint un linguiste émérite. Kartini est née à une époque où les femmes ne recevaient que peu ou pas d'éducation mais sa famille l'autorise cependant à aller à l'école jusqu'à l'âge de douze ans. Elle apprend à parler couramment le néerlandais, ce qui était rare pour les femmes javanaises de l'époque. Dès l'âge de douze ans révolus, elle est « recluse » dans la maison familiale, une pratique courante dans la noblesse javanaise pour préparer les jeunes filles au mariage, moment à partir duquel l'autorité sur elles est transférée au mari. Le père de Kartini a toutefois été plus indulgent lors de l'isolement de sa fille, en lui donnant des privilèges tels que des leçons de broderie et en l'autorisant à quelques apparitions en public lors d'événements particuliers.

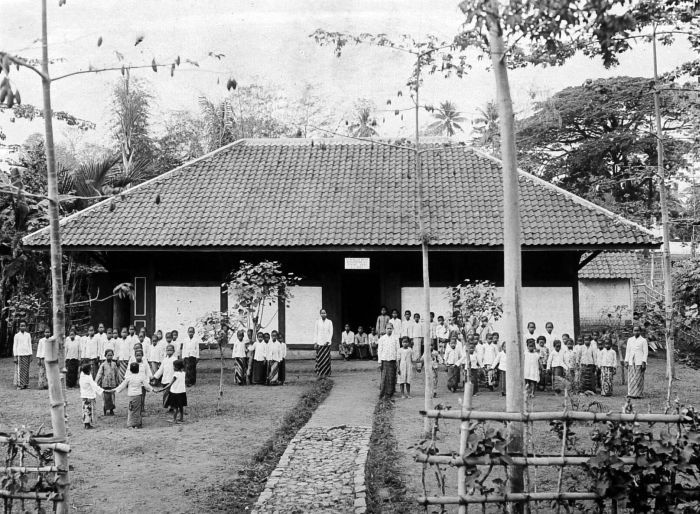
Une école pour filles à Pati à l'époque coloniale

Grâce à sa connaissance du néerlandais, Kartini put continuer à s'instruire à la maison par la lecture de livres dans cette langue - celle-ci étant à l'époque le seul moyen d'accès à la culture occidentale pour les lettrés indonésiens - et correspondre avec des amis épistolaires.  L'un d'eux, une jeune fille nommée Rosa Abendanon, devint une amie très proche. Les lettres qu'elle lui a adressées, qui reflètent ses opinions contre le traitement injuste des femmes, ont été publiées aux Pays-Bas.
Livres, journaux et  magazines européens nourrirent l'intérêt de Kartini pour la pensée féministe européenne et favorisèrent son désir d'améliorer la condition de la femme indigène qui, à l'époque, ne bénéficiait que d'un pauvre statut social.
La boulimie de lecture de Kartini incluait le journal de Semarang, De Locomotief, édité par Pieter Brooshooft mais aussi le leestrommel,  un  ensemble de magazines distribués par les libraires aux abonnés. Elle lisait aussi les magazines culturels et scientifiques et le magazine féminin néerlandais De Hollandsche Lelie auquel elle envoya des contributions qui furent publiées. De ses lettres, il ressort clairement que Kartini lisait tout avec beaucoup d'attention et de réflexion. Parmi les livres qu'elle lut avant ses vingt ans, figurent Max Havelaar et Minnebrieven (Lettres d'amours) de Multatuli. Elle lut aussi De stille kracht (La Force des ténèbres) de Louis Couperus, le travail de Frederik van Eeden, Augusta de Wit, l'auteure féministe romantique Cécile de Jong van Beek en Donk et le roman anti-guerre par Bertha von Suttner, Die Waffen Nieder! (Bas les armes !) - tous en néerlandais.
Ses préoccupations ne ressortaient pas uniquement du domaine de l'émancipation des femmes, mais aussi de celui des problèmes de sa société. Kartini comprit que la lutte des femmes pour obtenir leur liberté, leur autonomie et l'égalité juridique n'était qu'une partie d'un mouvement plus large.
En 1903, les parents de Kartini arrangèrent contre sa volonté son mariage avec Raden Adipati Joyodiningrat, le régent de Rembang qui avait déjà trois épouses. Elle accepta pour ne pas contredire son père vieillissant. Le mariage fut célébré le 12 novembre 1903. Son mari comprit les buts de Kartini et lui permit d'ouvrir une école pour femmes près du portail oriental de sa résidence. Kartini mit au monde un garçon le 13 septembre 1904. Quelques jours plus tard, le 17, elle mourait à l'âge de 25 ans.
Kartini est enterrée dans le village de Bulu près de Rembang.

### Un combat inachevé
Kartini aimait profondément son père, même s'il est clair que ce profond amour filial constitua un obstacle supplémentaire à la réalisation de ses ambitions. Il fut assez progressiste pour permettre à ses filles de fréquenter l'école jusque l'âge de douze ans, mais à ce moment, les portes d'une plus ample scolarisation leur furent fermées. Dans ses lettres, son père exprima également son affection pour Kartini. Il donna finalement la permission à sa fille d'étudier à  Batavia (maintenant Jakarta) pour devenir institutrice bien qu'il l'ait avant cela empêchée de continuer ses études aux Pays-Bas ou d'entrer à l'école de médecine de  Batavia.
Le désir de Kartini de poursuivre ses études en Europe avait aussi été exprimé dans ses lettres. Plusieurs de ses amis épistolaires œuvrèrent en sa faveur pour la supporter dans sa détermination et quand celle-ci fut contrecarrée, nombre de ses amis manifestèrent leur désappointement. À la fin, ses projets de poursuivre ses études aux Pays-Bas se transformèrent en projet de voyage à Batavia sur les avis de Mrs Abendanon, Ministre de la Culture, de la Religion et de l'Industrie aux Indes Orientales,  selon lesquels ce serait mieux pour elle et sa jeune sœur, Rukmini.
Toutefois, en 1903, alors qu'elle était âgée de 24 ans, son projet d'étudier à Batavia pour devenir institutrice tomba à l'eau. Dans une lettre à Mrs Abendanon, Kartini écrivit que son plan avait été abandonné parce qu'elle était sur le point de se marier : « en bref », écrivit-elle «  je ne désire pas tirer plus avant profit de cette opportunité parce que je suis sur le point de me marier.. » - et cela en dépit du fait que le département néerlandais de l'Éducation ait finalement donné la permission à Kartini et Rukmini d'étudier à Batavia.
À l'approche du mariage, l'attitude de Kartini à l'égard des coutumes traditionnelles commença à changer : elle se montra plus conciliante. Elle pressentit que son mariage pourrait être utile à son projet de développement d'une école pour les femmes indigènes. Dans ses lettres, Kartini mentionna  non seulement que son auguste mari supportait son désir de voir se développer l'artisanat du bois sculpté à Jepara et le projet d'école pour les indigènes mais aussi son intention d'écrire un livre. Malheureusement cette intention n'eut aucune suite après sa mort prématurée en 1904 à l'âge de 25 ans.

## Son héritage

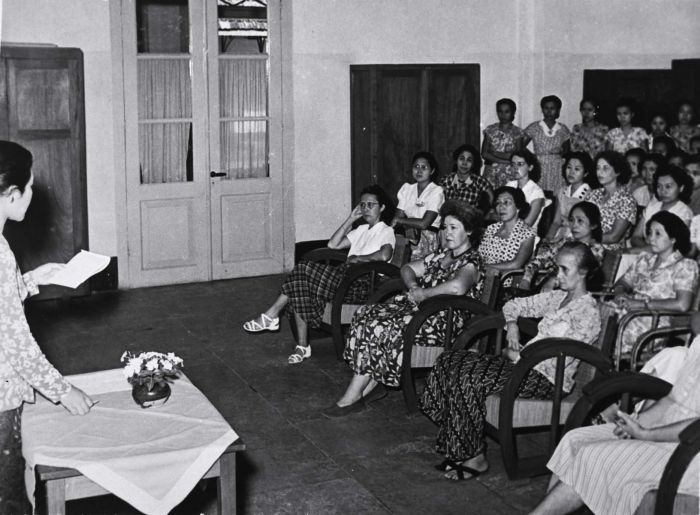
Hommage à Kartini lors d'une journée commémorative en 1953.

Inspirée par l'exemple de Kartini, la famille Van Deventer institua la Fondation Kartini pour la construction d'écoles pour femmes, les Kartini's Schools, à Semarang en 1912, suivies par d'autres écoles pour femmes à Surabaya, Yogyakarta, Malang, Madiun, Cirebon et d'autres régions.
En 1964, le président Soekarno déclara le jour de la naissance de Kartini, le 21 avril, jour férié national. Sa décision fut critiquée et il fut suggéré que la journée d'hommage à Kartini soit associée avec la Fête des Mères indonésienne, célébrée le 22 décembre, de telle sorte que l'élévation de Kartini au rang d'héroïne nationale ne porte pas ombrage aux autres femmes qui, à l'inverse de celle-ci, prirent les armes pour s'opposer au colonisateur hollandais. Par contraste, ceux qui mettent en exergue l'importance de Kartini soulignent qu'elle ne fut pas seulement une militante féministe qui rehaussa le statut de la femme en Indonésie mais qu'elle fut aussi une figure du nationalisme, avec des idées novatrices pour le peuple, l'associant à la Révolution nationale indonésienne.

### L'œuvre épistolaire
Après la mort de Kartini, Mr J.H. Abendanon rassembla et publia les lettres qu'elle échangea avec ses amis en Europe.
La correspondance de Kartini avec Rosa Abendanon et quelques autres amis hollandais fut publiée dans un livre qui inspirera l'intelligentsia indonésienne et le mouvement féministe. Elle y proclamait l'opinion que le développement intellectuel était un droit fondamental pour tous, y compris les femmes. Elle y reconnaissait les aspects positifs de la culture européenne, bien qu'elle ait aussi critiqué le matérialisme égoïste dont faisait preuve une grande partie de la classe dirigeante coloniale. Ses lettres sont désormais conservées au Koninklijk Instituut voor Taal-, Land- en Volkenkunde (KITLV) de Leyde.
Le livre fut intitulé Door Duisternis tot Licht (« Des ténèbres à la lumière ») et fut publié en 1911. Il connut cinq éditions, avec quelques documents additionnels dans l'édition finale, et fut traduit, en malais sous le titre Habis gelap terbitlah terang (« Après les ténèbres apparaît la lumière »), et en anglais par  Agnes L. Symmers sous le titre Letters of a Javanese Princess (« Lettres d'une princesse javanaise »).
La publication des lettres de Kartini, écrites par une femme javanaise, suscita beaucoup d'intérêt aux Pays-Bas et y changea la vision que l'on y avait des femmes indigènes de Java. Ses idées inspirèrent également quelques grandes figures de la lutte indépendantiste indonésienne.
Il y eut toutefois quelques mises en cause de l'authenticité des lettres de Kartini - il courut notamment des allégations selon lesquelles les lettres de Kartini avaient été rédigées par Abendanon. Ces soupçons surgirent parce que le livre fut publié au moment où le Gouvernement colonial hollandais commençait à mettre en place sa « politique éthique » aux Indes orientales néerlandaises et qu'Abendanon était l'un des fervents supporters de celle-ci. Le sort de la majorité des lettres de Kartini est inconnu, le gouvernement néerlandais ayant été incapable de retrouver les descendants de J.H. Abendanon.

#### Publications de sa correspondance
- 1912 - « Door duisternis tot licht », édition originale en néerlandais avec préface de J.H. Abendanon, La Haye
- 1920 - « Letters of a Javanese princess », traduction en anglais d'Agnes Louise Symmers avec préface de Louis Couperus, New York, Alfred A. Knopf -  (ISBN 0-8191-4758-3) pour l'édition de 1986 -  (ISBN 1-4179-5105-2)  pour l'édition de 2005
- 1922 - « Habis gelap terbitlah terang », Balai Pustaka
- 1960 - Sélection de lettres extraites de « Door duisternis tot licht » traduites en français par Louis-Charles Damais sous le titre « Lettres de Raden Adjeng Kartini : Java en 1900 », Introduction et notes de Jeanne Cuisinier, Préface de Louis Massignon, Mouton/UNESCO Éditeur[3]
- Documents originaux en indonésien sur Wikiquote.

### La condition de la femme javanaise

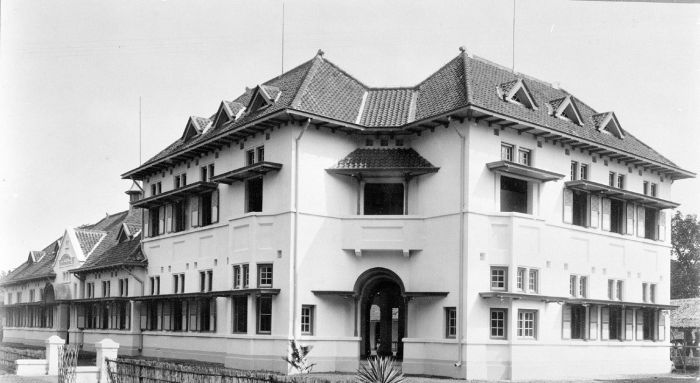
Une « école Kartini » pour jeunes filles indigènes en 1918.

Dans ses lettres, Kartini fit part de ses points de vue concernant la condition sociale de son temps, et en particulier de la condition de la femme dans la noblesse javanaise. La majorité de celles-ci reflètent sa révolte contre la tendance de la culture javanaise à imposer des obstacles au développement de la femme. Elle souhaitait que les femmes aient la liberté d'apprendre et d'étudier. Kartini écrivit au sujet de ses idées et de ses ambitions : « Zelf-ontwikkeling, Zelf-onderricht, Zelf-vertrouwen, Zelf-werkzaamheid and Solidariteit  » - termes néerlandais se traduisant par « Auto-développement, auto-apprentissage, confiance en soi, auto-suffisance et solidarité  » - fondées sur les principes « Religieusiteit, Wijsheid en Schoonheid  » - « Religiosité, Sagesse et Beauté »  - de même que « Humanitarianisme » et « Nationalisme ».
Ses écrits expriment aussi son souhait d'un soutien de l'extérieur - dans sa correspondance avec son amie Estell « Stella » Zeehandelaar, Kartini exprime son désir d'être comme une jeune Européenne. Elle décrit la souffrance des femmes javanaises brimées par la tradition, empêchées d'étudier, recluses et devant subir la polygamie, mariées avec des époux qu'elles ne connaissent pas.

### Religion
Kartini critiqua aussi la religion. Elle se demandait pourquoi le Coran devait être mémorisé et récité sans réelle obligation de le comprendre. Elle pensait également que le monde serait plus pacifique s'il n'y avait la religion pour susciter troubles, désaccords et offenses. « La religion doit nous prémunir contre le péché » écrivit-elle « mais, trop souvent, les péchés sont commis au nom de la religion  ».
Kartini souleva aussi la question de la religion comme moyen pour les hommes de perpétuer la polygamie - les souffrances de femmes de Java atteignant leur comble quand leur monde se réduisait aux murs de leur demeure et qu'elles étaient préparées au mariage.

## Bibliographie

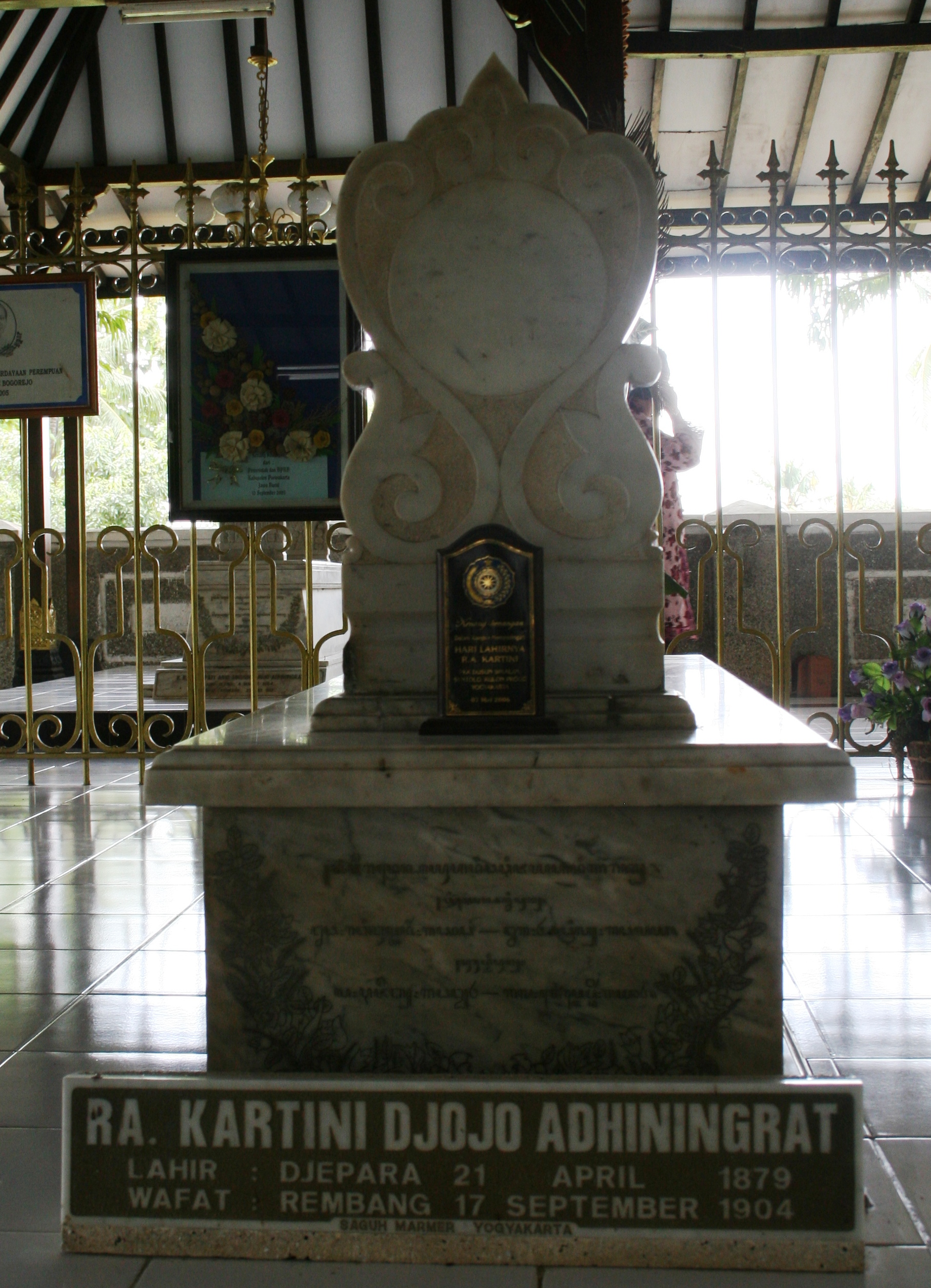
La tombe de Kartini à Rembang.